# Juliano de Antioquia
Juliano de Antioquia foi o patriarca de Antioquia entre 466 e 476 d.C. durante a controvérsia monofisista, espremido entre dois mandatos do ortodoxo oriental Pedro, o Pisoeiro, que havia sido banido por Leão I, o Trácio e que voltaria depois apoiado pelo usurpador Basilisco. Ele era um calcedoniano.
Nada mais se sabe sobre ele.